# Hedjordmyra
Hedjordmyra (Lasius alienus) är en myrart som först beskrevs av W. Foerster 1850.  Hedjordmyra ingår i släktet Lasius och familjen myror. Arten är reproducerande i Sverige. Inga underarter finns listade i Catalogue of Life.

## Bildgalleri

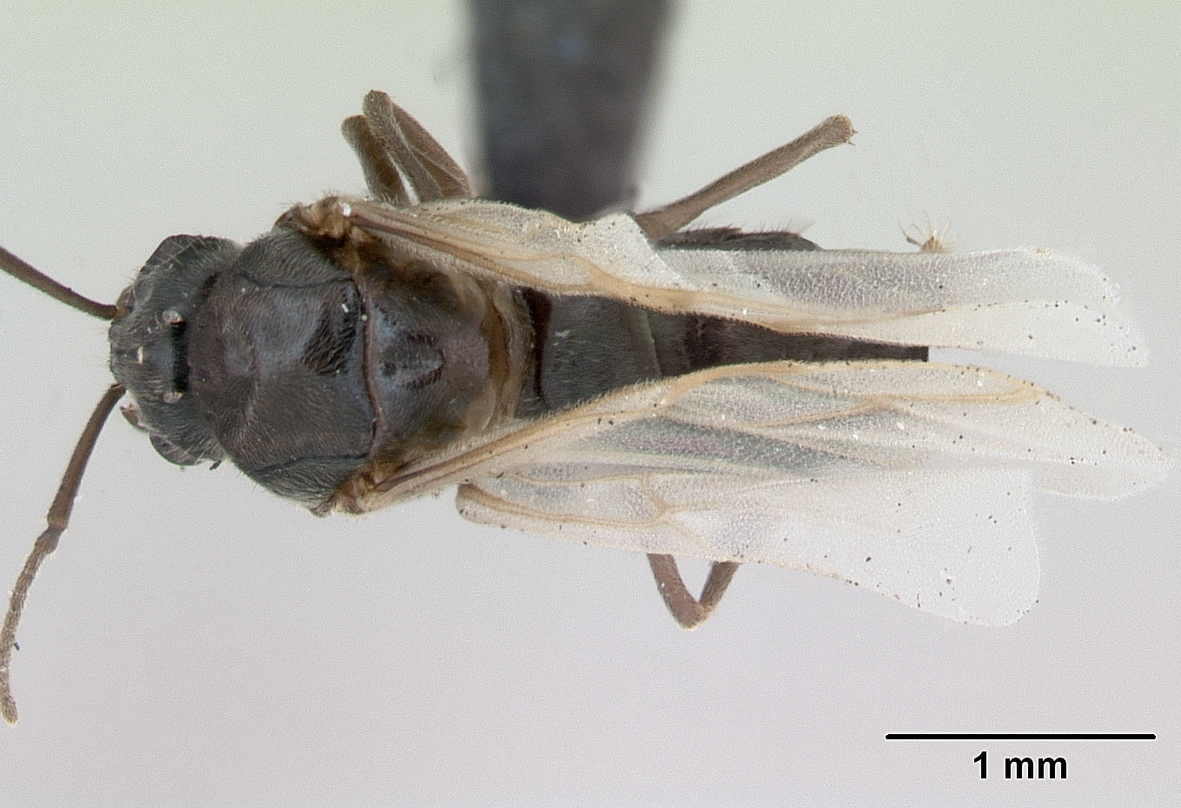
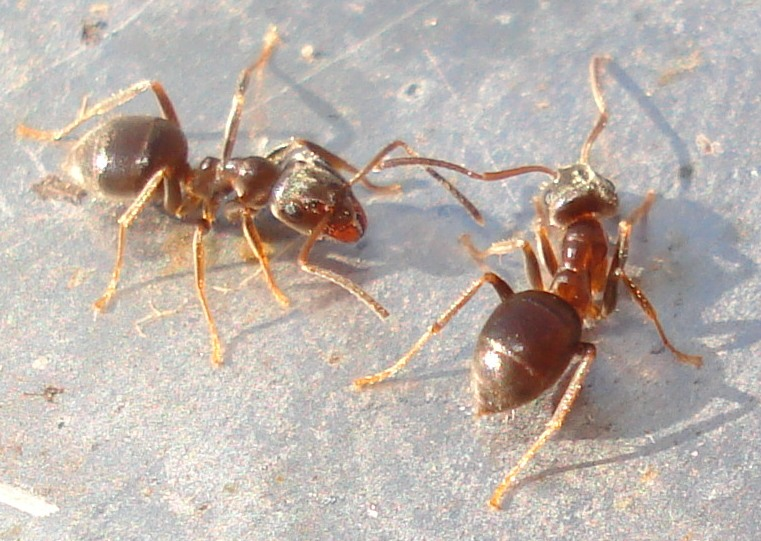
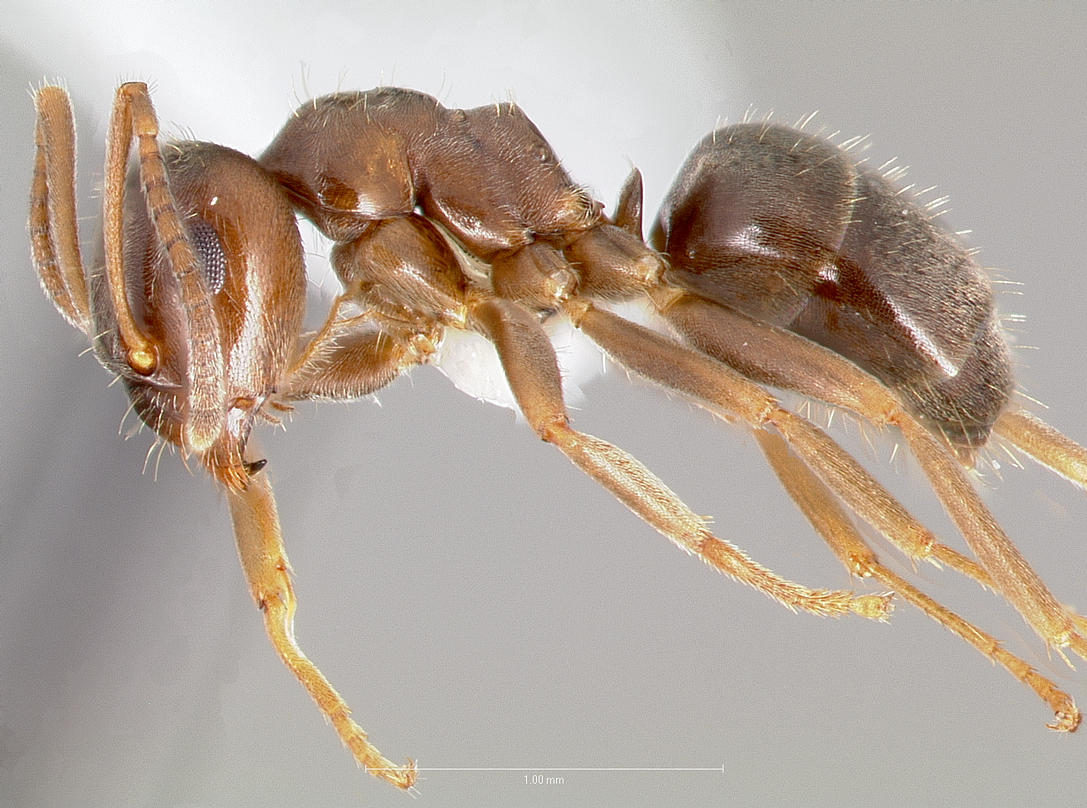
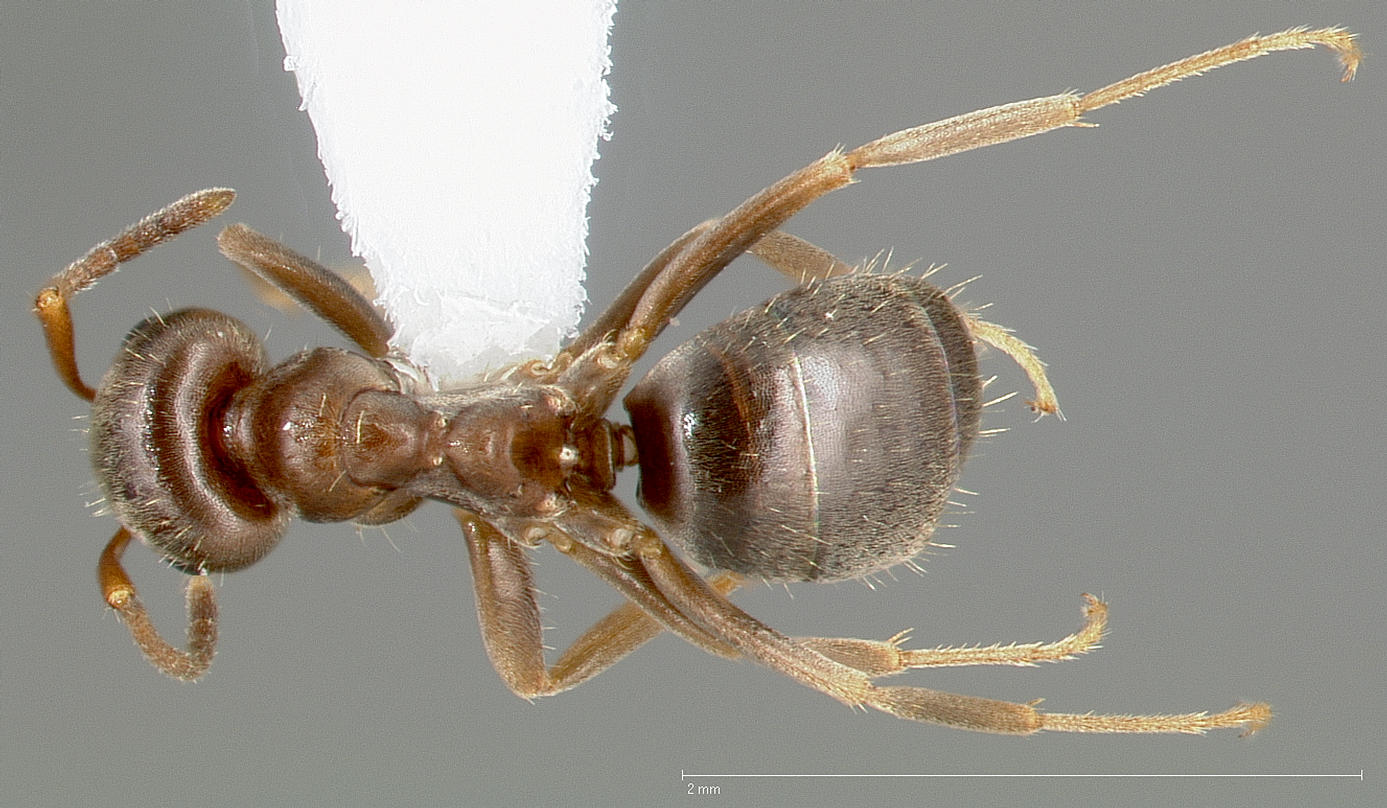
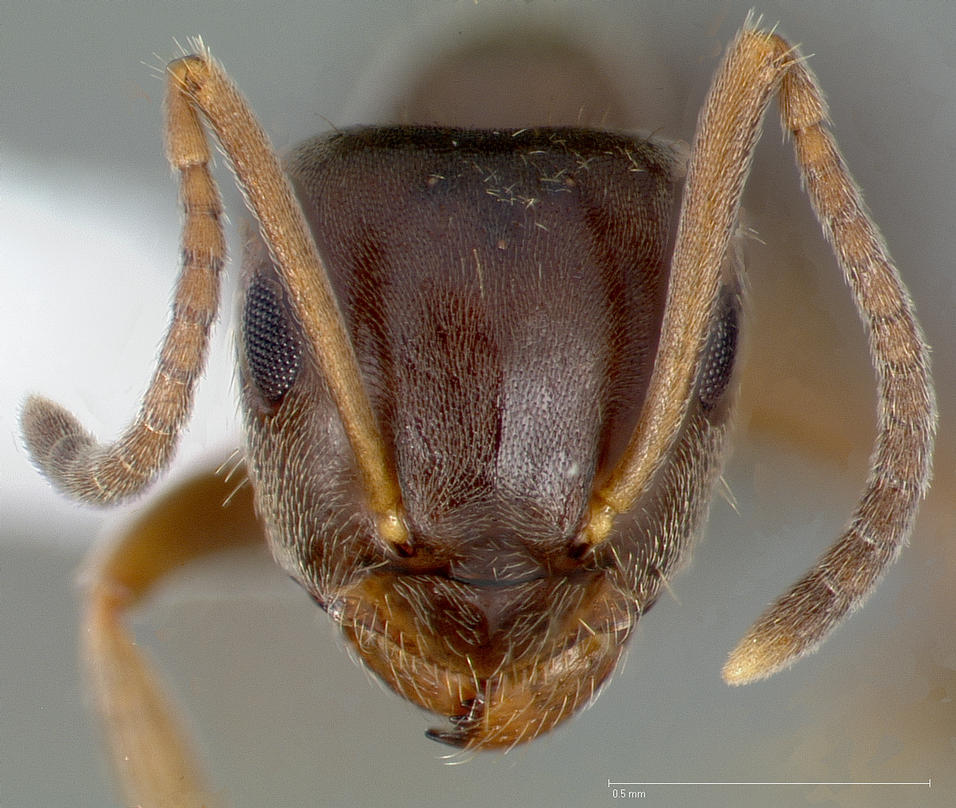